# Jungermannia confertissima
Jungermannia confertissima ist eine Lebermoos-Art aus der Ordnung Jungermanniales. Deutsche Namen sind Dichtes Rundlebermoos, Dichtblättriges Jungermannmoos oder Breitblättriges Blattkelchlebermoos.
Nach der 2020 veröffentlichten „An annotated checklist of bryophytes of Europe, Macaronesia and Cyprus“ heißt die Art nunmehr Solenostoma confertissimum (Nees) Schljakov. Die Gattung Solenostoma wird dabei der Familie Solenostomataceae innerhalb der Ordnung Jungermanniales zugeordnet.

## Merkmale
Die aufsteigenden bis aufrechten, kleinen bis mittelgroßen Pflanzen bilden gelbgrüne oder grüne bis bräunliche, dichte Rasen, seltener wachsen sie zwischen anderen Moosarten. Die Unterseite der Stämmchen ist mit zahlreichen Rhizoiden besetzt. Die dicht stehenden Flankenblätter sind schräg bis fast quer angewachsen, deutlich breiter als lang und etwas hohl. Die Blattzellen sind dünnwandig, haben aber verdickte Ecken. Am Blattrand sind die Zellen 20 bis 35 Mikrometer, in der Blattmitte 25 bis 40 Mikrometer groß, an der Blattbasis noch größer. Pro Blattzelle sind etwa 4 bis 11 kugelige bis längliche Ölkörper vorhanden.
Die Art ist einhäusig, parözisch (Gametangien getrennt am gleichen Stämmchen). Das Perianth ist verkehrt eiförmig, oben scharf kantig mit verengter Mündung; es ragt zur Hälfte bis zwei Drittel über die Hüllblätter heraus. Antheridienstände mit bis zu sechs Paaren von am Grund sackförmigen Hüllblättern befinden sich unterhalb der weiblichen Hüllblätter. Sporogone sind häufig. Brutkörper fehlen.

## Standortansprüche
Der Lebensraum von Jungermannia confertissima sind Gebirgslagen, hier lebt sie auf basenreichen, feuchten bis nassen, lichten bis absonnigen Stellen auf Erde und Gesteinsdetritus, an offenen Pionierstandorten wie Wegböschungen, Erosionsflächen, Alluvionen, Anrissen an Bachufern, auch in geschützten Felsspalten oder auf Schneeböden, seltener direkt auf Gestein.

## Verbreitung
In den Alpen ist die Art zerstreut bis verbreitet, sie lebt in montanen bis alpinen Höhenlagen, von etwa 1000 bis 2400 Meter Höhe, selten tiefer ab 500 Meter Höhe.
Das weltweite Verbreitungsgebiet der arktisch-alpinen Art sind die Gebirge von West- und Zentraleuropa, weiters Nordeuropa einschließlich Spitzbergen und Island, der Kaukasus, Teile Asiens, Grönland, die Arktis und das nördliche Nordamerika.